# Sylvietta
Genre
Sylvietta est un genre d'oiseau de la famille des Macrosphenidae, appelés crombecs.

## Liste d'espèces
Selon la classification de référence du Congrès ornithologique international (version 2.11, 2012) :
- Sylvietta brachyura – Crombec sittelle
- Sylvietta whytii – Crombec à face rousse
- Sylvietta philippae – Crombec de Somalie
- Sylvietta rufescens – Crombec à long bec
- Sylvietta isabellina – Crombec isabelle
- Sylvietta ruficapilla – Crombec à calotte rousse
- Sylvietta virens – Crombec vert
- Sylvietta denti – Crombec à gorge tachetée
- Sylvietta leucophrys – Crombec à sourcils blancs